# دافيد غراف
دافيد غراف (بالإنجليزية: David Graf)‏ من مواليد 16 أبريل 1950 في زانيسفيل، الولايات المتحدة، هو ممثل أمريكي بدأ مسيرته الفنية عام 1981. توفي في 7 أبريل عام 2001 بسبب سكتة قلبية داهمته أثناء تواجده بإحدى حفلات الزفاف في أريزونا، الولايات المتحدة.

## الحياة الشخصية
تزوج من كاثرين عام 1983، وله منها اثنين من الأبناء. وُلد في زانيسفيل وانتقل إلى العيش في لانكستر في أوهايو، درس المسرح في كلية أتربين وتخرج عام 1972.

## وصلات خارجية
- دافيد غراف على موقع IMDb (الإنجليزية)
- دافيد غراف على موقع روتن توميتوز (الإنجليزية)
- دافيد غراف على موقع ألو سيني (الفرنسية)
- دافيد غراف على موقع أول موفي (الإنجليزية)
- دافيد غراف على موقع قاعدة بيانات الأفلام السويدية (السويدية)
- دافيد غراف على موقع إن إن دي بي (الإنجليزية)
- دافيد غراف على موقع قاعدة بيانات الفيلم (الإنجليزية)
- دافيد غراف على موقع كينوبويسك (الروسية)